# Eir
Eir er lægekunstens gudinde i nordisk mytologi og er en af asynjerne. I vikingetiden var det et kvindeligt hverv at tage sig af sygdom.
| Nordisk mytologi | Spire Denne artikel om nordisk religion og mytologi er en spire som bør udbygges. Du er velkommen til at hjælpe Wikipedia ved at udvide den. |